# HD244024
HD244024 є хімічно пекулярною зорею спектрального класу
A й має видиму зоряну величину в смузі V приблизно 11,8.